# Kościół Zwiastowania Najświętszej Maryi Panny we Florencji
Kościół Zwiastowania Najświętszej Maryi Panny we Florencji (wł. Santissima Annunziata) – bazylika mniejsza we Florencji wybudowana w roku 1250 dla zakonu serwitów. Przebudowany w latach 1444–1481 przez Michelozza.

## Architektura

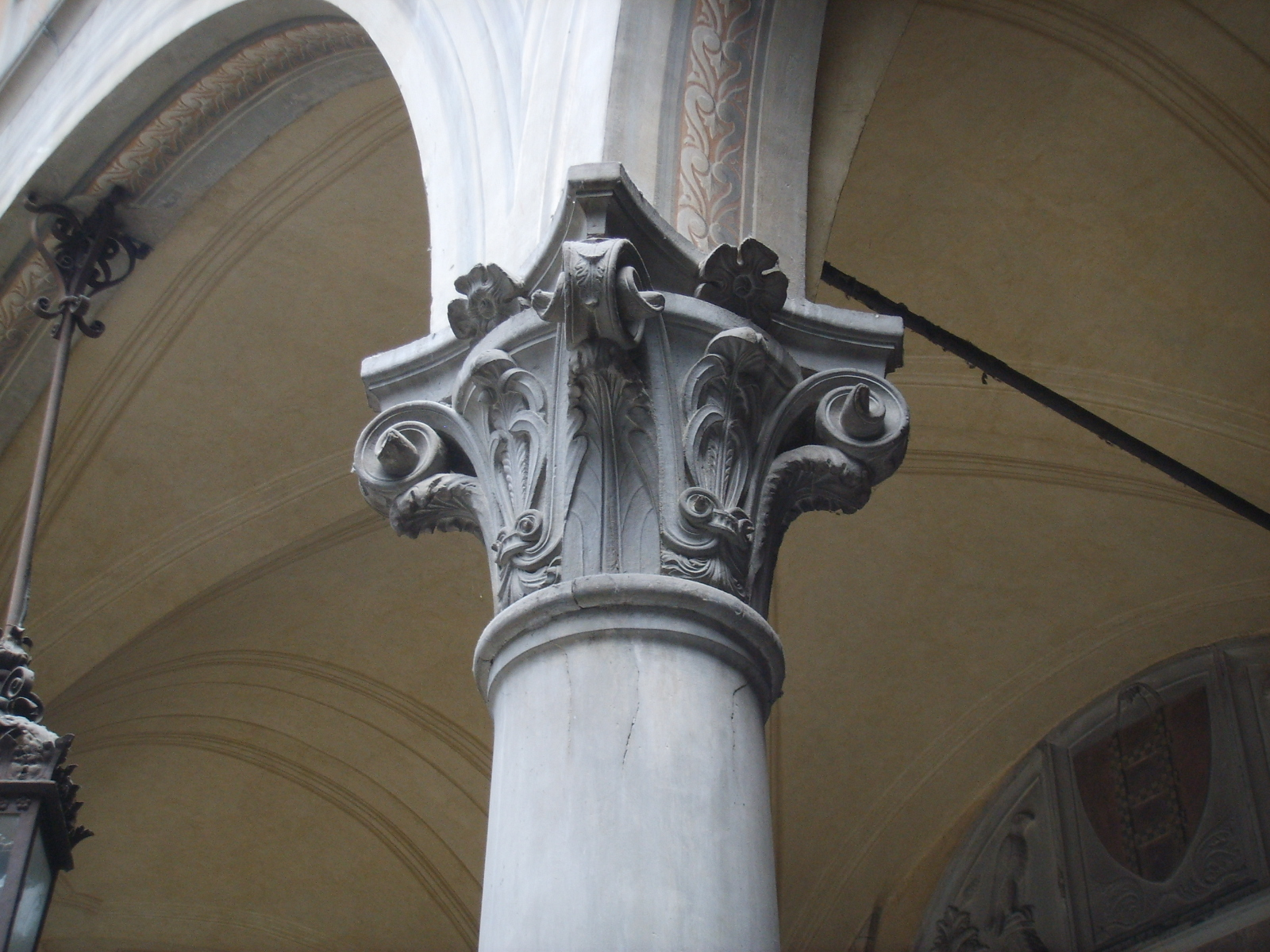
Jedna z kolumn kościoła Zwiastowania Najświętszej Maryi Panny we Florencji

Kruzganki klasztorne zostały ozdobione przez freski Andrei del Sarto (Pochód Trzech Króli (1511), Narodziny Marii (1514), Rossa Fiorentina i Jacopa Pontormo.
W kościele znajduje się rzeźba św. Rocha autorstwa Wita Stwosza.
W kościele znajduje się fresk Zwiastowanie (1252), który według legendy miał zostać ukończony przez anioła kiedy malujący go mnich się zdrzemnął.
W krypcie kaplicy Capella di San Luca znajdują się grobowce wielu artystów m.in. Jacopa Pontormo i Benvenuta Celliniego.